# Тршебич
 Тази статия е за града в Чехия.  За окръга вижте Тършебич (окръг).  
Тршебич (на чешки: Třebíč) е град в южна Чехия, административен център на окръг Тршебич във Височински край. Населението му е около 36 900 души (2015).
Разположен е на 405 метра надморска височина в Чешкия масив, на бреговете на река Ихлава и на 52 километра западно от Бърно. Селището възниква около основан в началото на XII век бенедиктински манастир и получава градски права през 1335 година. Старият Еврейски квартал и базиликата „Свети Прокопий“ в града са обект на Световното наследство.

## Известни личности
Родени в Тршебич
- Вера Йоурова (р. 1964), политик